# 26 vendémiaire
26 jour complémentaire 26 brumaire
Le sextidi 26 vendémiaire, officiellement dénommé jour de l'aubergine, est le 26e jour de l'année du calendrier républicain.
C'était généralement le 17e jour du mois d'octobre dans le calendrier grégorien.